# Himna banu Josipu Jelačiću
Himna banu Josip Jelačiću je himna hrvatskom banu Josipu Jelačiću.
Djelo je napisao Đuro Arnold, a glazbu je 1922. skladao Stanislav Preprek prigodom osnivanja Omladinskog društva Jelačić u Petrovaradinu (prethodnik današnje HKPD Stanislav Preprek iz Petrovaradina). Djelo je bilo preko 80 godina stajalo skriveno među crkvenim skladbama. Zbirku je Rajkoviću podarila orguljašica-zborovoditeljica novosadske konkatedrale Anica Nevolić, a onda ju je Rajković otkrio 2007. godine.
Prvotno je Preprek skladao za muški zbor a capella. Potom ga je prilagodio jednoglasnom i četveroglasnom muškom zboru uz pratnju harmonija. Samo ga četveroglasni muški zbor s oko 60 pjevača može izvesti u punom zvuku. 